# (I've Been) Searchin' So Long
«(I've Been) Searchin' So Long» es una canción de la banda estadounidense Chicago, publicado el 21 de febrero de 1974 como el sencillo principal del sexto álbum de estudio de la banda, Chicago VII.

## Recepción de la crítica
Un escritor no especificado de la revista Cash Box describió «(I've Been) Searchin' So Long» como una “balada progresiva y de ensueño que recuerda [a] Yes y the Beach Boys”.

## Lista de canciones
- 7-inch single – Columbia 4-46020[3]

1. «(I've Been) Searchin' So Long» (James Pankow) – 4:19
2. «Byblos» (Terry Kath) – 6:17

## Créditos y personal
Créditos adaptados desde las notas de álbum de Chicago VII.
Chicago
- James Pankow – trombón, percusión, arreglos, coros
- Peter Cetera – bajo eléctrico, voz principal
- Terry Kath – guitarra, coros
- Robert Lamm – piano, coros
- Danny Seraphine – batería
- Walter Parazaider – saxofón tenor
- Lee Loughnane – trompeta, coros

Músicos adicionales
- Laudir de Oliveira – conga
- David J. Wolinski – sintetizador ARP
- Jimmie Haskell – cuerdas